# تاکرای (فیلم)
تاکرای (به هندی: Thackeray) فیلمی محصول سال ۲۰۱۹ و به کارگردانی آبیجیت پانسه است. در این فیلم بازیگرانی همچون نوازالدین صدیقی و آمریتا رایو ایفای نقش کرده‌اند.